# Benito Lertxundi

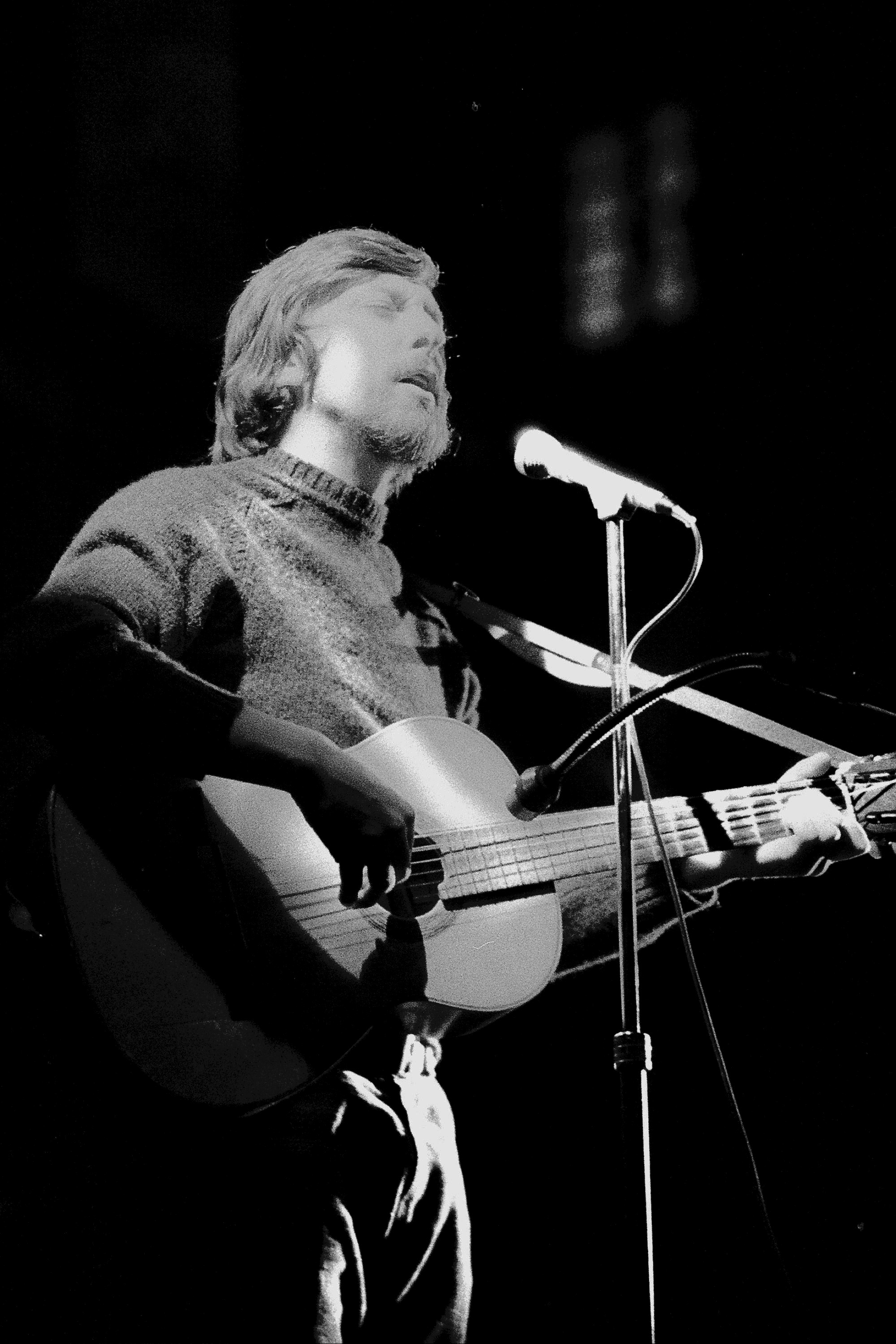
Benito Lertxundi (1971)

Benito Lertxundi Esoain (geboren 6. Januar 1942 in Orio, Gipuzkoa) ist ein spanischer Sänger, Liedermacher und Gitarrist des Baskischen. Er wurde in der spanischen autonomen Region Baskenland geboren und ist einer der führenden Figuren der Renaissance des Baskischen seit Mitte der 1960er Jahre. Er wird auch der Barde von Orio (Orioko Bardoa) genannt.

## Leben
Benito Lertxundi ist der jüngste von neun Brüdern. Aufgrund seiner Neigung zum Zeichnen besuchte er die Kunstschule Escuela de Arte y Oficio der Franziskaner in Zarautz, wo er in Ton- und Holzarbeiten ausgebildet wurde. Nach Schulabschluss arbeitete er zunächst als Holzschnitzer und dann als Uhrmacher. Dort kam er durch Zufall zur Musik, als er eine Laute reparieren sollte.
1965 nahm Lertxundi mit selbstübersetzten zeitgenössischen Liedern und Gitarre an einem Gesangswettbewerb der donostiarrischen Zeitung La Voz de España teil, den er gewann, wodurch Mikel Laboa auf ihn aufmerksam wurde. Mit diesem gehörte Lertxundi dann der 1966 entstandenen baskischen Gruppe Ez Dok Amairu an. Sie war Teil einer vom Bildhauer Jorge Oteiza inspirierten Bewegung mit dem Ziel, die vom Franquismus unterdrückte baskische Kultur wiederaufzubauen. Sie begründete den „Neuen Baskischen Gesang“ (Euskal Kantagintza Berria) und war insbesondere mit der Schau Baga-biga-higa sehr erfolgreich. Lertxundi gehörte der Gruppe bis zu ihrer Auflösung 1972 an.
1969 verbot die Regierung Lertxundi (und anderen Künstlern) in Gipuzkoa aufzutreten und 1971 auch in Bizkaia.
1971 erschien Lertxundis erste Langspielplatte (mit dem Titel „Benito Lertxundi“), eine Kompilation seiner bisherigen Singles. Seither hat er 18 weitere Alben (und eine Lesung) veröffentlicht, das bisher letzte („Gernika kontzertuan“) ist 2024 erschienen.
1980 musizierte Lertxundi gemeinsam mit der Kelly Family, welche sich zu dieser Zeit in Spanien niedergelassen hatte. Eine Videoaufnahme wurde 1996 auf der VHS-Kassette „Searching for the magic golden harp“ veröffentlicht.
Lertxundi ist mit der Musikerin Olatz Zugasti verheiratet und hat eine Tochter, Gratxina.
2014  wurde Lertxundi die Goldmedaille der Diputación Provincial (Provinzregierung) von Gipuzkoa verliehen und 2016 erhielt er den Adarra-Preis (Adarra Saria) für sein Lebenswerk. Sein Biograf Álvaro Feito bezeichnete ihn als „den charakteristischsten und symbolischsten zeitgenössischen baskischen Sänger“ („más caracterizado y simbólico cantante vasco de la era contemporánea“).
Im November 2024 erklärte Lertxundi nach einem Konzert in Gernika seinen Abschied von der Bühne.

## Werk
Lertxundis Werk umfasst selbstkomponierte und getextete Lieder, Kompositionen von zu Texten baskischer und anderer Dichter (wie Xabier Lizardi oder Fernando Pessoa) sowie Aufnahmen von Volksliedern. Seine ersten Platten enthalten nur Gesang und Gitarre, später kamen zahlreiche andere Instrumente (wie Bass, Cello, E-Gitarre, Flöte, Harfe, Klavier, Keyboard, Schlagzeug und auf einigen Aufnahmen auch traditionelle baskische Instrumente) hinzu. Die Themen seiner Lieder reichen von politischen Protestsongs über Texte zur baskischen Tradition (wie der Schlacht von Roncesvalles) oder die Landschaft und Kultur von Zuberoa bis zu Liebesliedern.
Zu den Musikern, die ihn seit Jahren bei seinen Auftritten und Aufnahmen begleiten gehören Angel Unzu (akustische Gitarre, Bouzuki, Percussion), Juantxo Zeberio (Klavier und Synthesizer), Kutxo Ochoa de Eribe (Geige), Pello Ramírez (Cello und Akkordeon), Gurutz Bikuña (elektrische Gitarre) und Olatz Zugasti (Gesang, Harfe, Synthesizer). Lertxundi selbst singt und spielt Gitarre sowie gelegentlich auch Keyboard, Mundharmonika oder Schlagzeug.
In einer Aufnahme von 1993 mit dem Paul Winter Consort liest Lertxundi (in baskischer Übersetzung) die Erzählung Der Mann, der Bäume pflanzte von Jean Giono.

## Diskographie
1. Benito Lertxundi: (Herri Gogoa, 1970) (zuvor schon zahlreiche Singles).
2. Ez dok amairu (1971, Herri Gogoa), (2004, Elkar)
3. Oro laño mee batek... (1974, Artezi)
4. ...eta maita herria, üken dezadan plazera (1975, Artezi)
5. Zuberoa/Askatasunaren semeei (1977, Artezi, Doppelalbum)
6. Altabizkar/Itzaltzuko bardoari (1981, Elkar)
7. Gaueko ele ixilen baladak (1985, Elkar)
8. Mauleko bidean... izatearen mugagabean (1987, Elkar)
9. Pazko gaierdi ondua (1989, Elkar)
10. Hitaz oroit (1992, Elkar)
11. Hunkidura Kuttunak I (1992, Elkar, Doppel-CD) (Kompilation)
12. Hunkidura Kuttunak II (1994, Elkar, Doppel-CD) (Kompilation)
13. Auhen sinfonikoa (1998, Elkar)
14. Nere ekialdean (2002, Elkar)
15. 40 urtez ikasten egonak (2005, Elkar)
16. Itsas ulu zolia (2008, Elkar)
17. Oroimenaren Oraina (2012, Elkar)
18. Ospakizun gauean (2018, Kantaita)
19. mit Paul Winter Consort: Zuhaitzak landatzen zituen gizona (2019, Kantaita)
20. Gernika kontzertuan (2024, Kantaita)